# シャギー (歌手)
シャギー（英: Shaggy、1968年10月22日 - ）は、ジャマイカ系アメリカ人のレゲエDJ、シンガーである。

## 来歴

### 生い立ち
シャギーは家族とともにジャマイカからアメリカへ移り、ニューヨーク・ブルックリン地区のフラットブッシュで暮らした。
1988年に、シャギーはアメリカ海軍へ入隊し、湾岸戦争に参加している間に独特の抑揚とリズム感のある歌い方を完成させた。また、この頃の体験が代表曲「ブンバスティック」 (Boombastic) の元となっている。

### デビュー後
1993年、シングル「おぉキャロライナ!!」 (Oh Carolina) でデビュー。ビルボードシングルチャート59位、全英シングルチャート1位を記録した。1995年には、「ブンバスティック」 (Boombastic) がさらなるヒットとなってビルボードシングルチャート3位を記録し、アルバム『Boombastic』は第38回グラミー賞の最優秀レゲエ・アルバム賞を受賞した。
1996年に日本のアーティストCHAGE&ASKAの楽曲を世界中の一流アーティストがカバーするトリビュートアルバム「one voice THE SONGS OF CHAGE&ASKA」にマキシ・プリーストとのコラボで参加。
2000年に発表したシングル「イット・ワズント・ミー」 (It Wasn't Me)、翌年のシングル「エンジェル」 (Angel)、および両曲を収録したアルバム『ホット・ショット』 (Hot Shot) は、ビルボード・全英を含む世界中のチャートで1位となる大ヒットを記録。
しかし、2002年のアルバム『ラッキー・デイ』 (Lucky Day)、2005年のアルバム『クロージズ・ドロップ』 (Clothes Drop) が期待されたほどヒットせず、その期間はヨーロッパで多くエアプレイされた「ヘイ・セクシー・レイディ」 (Hey Sexy Lady) がほぼ唯一のヒットとなった。
2007年、ジャマイカで行われた国際クリケット評議会クリケット・ワールドカップで開会式にて、ルピーやフェイ・アン・ライオンズとともに公式ソング「Game Of Love & Unity」を披露した。
2008年1月、シャギーはアントウェルペンでベルギー人の歌手ナタリアやアン・ヴォーグとコンサートを行った。同年にスイスとオーストリアで行われたサッカーの大会UEFA欧州選手権2008のマスコット (Trix and Flix) の公式ソング「Feel the Rush」を発表した。同じ年の12月、アルバム『イントキシケーション〜陶酔』 (Intoxication) は第51回グラミー賞の最優秀レゲエ・アルバム賞にノミネートされた。
2008年8月8日にタンザニアのダルエスサラームでコンサートを行った。
2009年に南アフリカで開催されたインディアン・プレミアリーグで、シャギーは閉会式に演奏した。同年、インドのバンガロールで開催されたチャンピオン・リーグ・トゥエンティ20では、開会式に演奏した。
2010年には日本の歌手leccaと楽曲「TARGET」を録音した。この曲はleccaのアルバム『パワーバタフライ』に収録されている。

## ディスコグラフィ

### アルバム
- Pure Pleasure  (1993)
- Original Doberman  (1994)
- Boombastic  (1995)
- Midnite Lover  (1997)
- Hot Shot  (2000)
- Lucky Day  (2002)
- Clothes Drop  (2005)
- Intoxication  (2007)
- Best of Shaggy: The Boombastic Collection  (2008)
- Shaggy & Friends  (2011)
- Summer In Kingston  (2011)
- 44/876 (2018) - with Sting
- Wah Gwaan?!！  (2019)
- Com Fly Wid Mi (2022)
- In the Mood (2023)